# Champigneulle
Champigneulle è un comune francese di 65 abitanti situato nel dipartimento delle Ardenne nella regione del Grand Est.

## Società

### Evoluzione demografica
Abitanti censiti